# Її рішення
«Її рішення» (англ. Her Decision) — американська драма режисера Джека Конуея 1918 року.

## У ролях
- Глорія Свенсон — Філліс Данбар
- Дж. Барні Шеррі — Мартін Ранкін
- Даррел Фосс — Боббі Ворнер
- Енн Форрест — Інна Данбар